# هارب من الزواج (فلم)
فيلم اُنتج عام 1964 من بطولة فؤاد المهندس، وشويكار. ألف الفيلم أبو السعود الإبياري عن قصة لعبة الحب والمصادفة لماريفو. وتتشابه أحداث هذا الفيلم مع فيلم فاطمة وماريكا وراشيل الذي أُنتج عام 1949 من تأليف الإبياري أيضاً، لكن عن مصدر آخر هو زواج فيغارو.

## قصة الفيلم
صرّح زكي صابر (فؤاد المهندس) لصديقه منير (أبو بكر عزت) الذي يعمل تحت إمرة والده صابر (حسن فايق) أنه يحب الصرّافة إلهام، لكنه يخاف من إعلان ذلك لرغبة والده الزواج منها. يُقيم زكي علاقات نساءية كثيرة، حيُ أقام علاقة مع 26 فتاة حسب الحروف الأبجدية. يتعرف على الراقصة سارينا، ويقدم نفسه على أنه زكي ليشع، ثم يتعرف على الخياطة كاتينا، وقدم نفسه على أنه زكي ميخليوس.
قرر صابر والد زكي أن يزوجه من أمينة (شويكار) ابنة عمر المنجاوي (محمود المليجي). لكن أمينة اتفقت مع قريبتها محاسن (سهير الباروني) على تبادل شخصياتهما أمام الخطيب المرتقب، وبعد عدة مواقف ضاحكة يقرر الزواج من جارته التي يكتشف أنها أمينة التي كان أبوه يريدها له.

## أغاني الفيلم
أغنية خطوبة من تأليف فتحي قورة، وتلحين منير مراد.